# Stixneusiedl

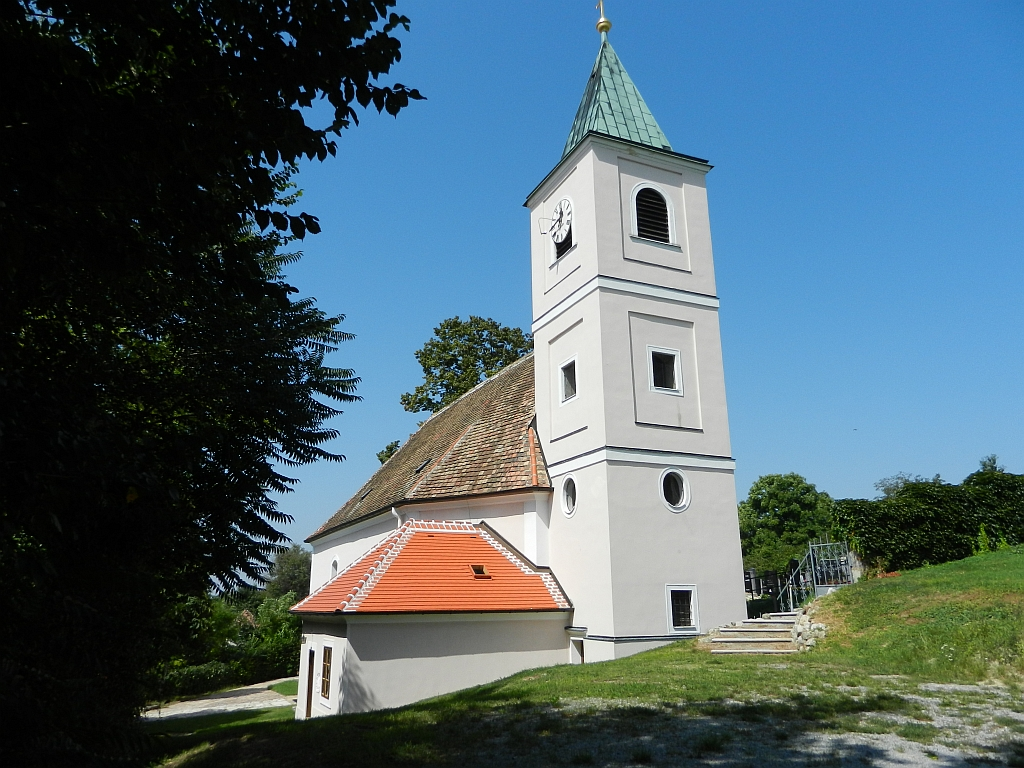
Pfarrkirche Stixneusiedl

Stixneusiedl (rechts oben) auf einem historischen Aufnahmeblatt

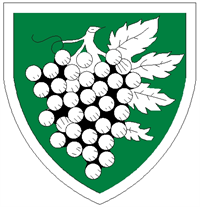
Das Wappen von Stixneusiedl

Stixneusiedl (früher: Stix Neusiedl) ist ein Ort in der Gemeinde Trautmannsdorf an der Leitha auf dem Gebiet der gleichnamigen Katastralgemeinde, die Ortschaft hat 582 Einwohner (Stand 1. Jänner 2024). Stixneusiedl war bis Ende 1971 eine eigenständige Gemeinde.

## Lage und Infrastruktur
Die Ortschaft ist Teil der Gemeinde Trautmannsdorf an der Leitha. Stixneusiedl liegt südlich des Arbesthaler Hügellandes an der Budapester Straße B10 und ist somit mit Bruck an der Leitha und Wien verbunden. Bis 1965 führte die B10 durch das Ortsgebiet, heute gibt es eine Umfahrung. Im Ort befinden sich folgende öffentliche Einrichtungen: eine Feuerwehr, ein Musikheim, ein Fußballplatz, ein Tennisplatz, ein Kindergarten sowie eine Kirche und mehrere Heurigenlokale. Die Nachbarortschaften sind Arbesthal (im Norden), Göttlesbrunn (im Nordosten), Bruck an der Leitha (im Osten), Wilfleinsdorf (im Südosten), Sarasdorf (im Süden), Trautmannsdorf an der Leitha (im Südwesten) und Enzersdorf an der Fischa bzw. Margarethen am Moos (im Westen). Durch die Buslinie 272 und den ca. 2 km entfernten Bahnhof Sarasdorf hat der Ort eine Anbindung an den öffentlichen Verkehr.

## Geschichte
Schon die Römer hinterließen Spuren in der Gegend um Stixneusiedl. So wurden 1816 nahe der Ortschaft Reste eines Mithras-Heiligtums gefunden. Stixneusiedl lag an einer römischen Reservestraße, die von Vösendorf über Himberg und Schwadorf nach Osten führte.
Im Jahr 1515 fand östlich von Stixneusiedl das „Drei-Monarchen-Treffen“ statt. Zugegen waren Kaiser Maximilian I., König Sigismund I. von Polen und König Ladislaus II. von Böhmen und Ungarn.
1683 fügten die Türken der Ortschaft großen Schaden zu. Die gesamte Ortschaft wurde niedergebrannt, ebenso das benachbarte Dörfchen Hängeszagl in der Nähe von Gallbrunn, das allerdings nicht mehr aufgebaut wurde und somit eine Ortswüstung blieb. Das Vieh und die Ernte wurde den Bauern weggenommen. Wer sich wehrte, wurde ermordet oder verschleppt. Die meisten Bewohner hatten aber, dank der Zuflucht in der Festung Trautmannsdorf, überlebt. Zur Wahrung des Zufluchtsrechtes waren die Bewohner schon 1501 vertraglich zu drei Tagen Robot jährlich für die Burg verpflichtet worden. Sämtliche Häuser waren noch 10 Jahre nach dem Türkeneinfall wegen der erlittenen Schäden steuerfrei. Die Pfarrkirche, die eine Ruine ohne Dach und Fensterscheiben war, wurde nach den Türkenzerstörungen wieder in Stand gesetzt. 1783, als Stixneusiedl eine selbstständige Pfarre wurde, war sie jedenfalls baufällig und zu klein. Außerdem war sie schwer zu erreichen, da die Kirche auf einem Berg liegt und es damals noch keine Kirchenstiege gab. Im Jahr 1852 wurde die Orgel gekauft. Sie stammte von einem Orgelbauer in Neutitschein in Nordmähren. Die Kirche wurde im 19. und 20. Jahrhundert des Öfteren renoviert, so bekam sie 2013 ein neues Dach.
Im Ersten Weltkrieg herrschte im Ort Lebensmittelknappheit, außerdem waren diese ausgesprochen teuer. So hatte sich der Preis von Schweinefleisch verfünffacht. 60 Flüchtlinge aus der Umgebung von Görz wurden in Stixneusiedl untergebracht und 30 gefangene Russen mussten im Dorf Feldarbeiten erledigen. 150 Männer aus Stixneusiedl mussten als Soldaten dienen. 1917 waren bereits 20 gefallen und weitere 20 gefangen. Im selben Jahr wurden zwei der Kirchenglocken ins Arsenal nach Wien gebracht und für Kanonen eingeschmolzen. Als 1918 in Wien durch den Krieg Hungersnot herrschte, kamen täglich über 30 Personen nach Stixneusiedl um Lebensmittel zu kaufen, hamstern oder erbetteln. Es gibt gegen Kriegsende weder Wäsche, noch Stoffe oder Schuhe zu kaufen.
1965 wurde die Umfahrung der B10 freigegeben und der Ort spürbar entlastet.
Mit 1. Jänner 1972 wurde im Zuge der Niederösterreichischen Kommunalstrukturverbesserung Stixneusiedl gemeinsam mit Gallbrunn zwangsweise nach Trautmannsdorf an der Leitha eingemeindet, was im Ort auf großen Widerstand stieß.
In den vergangenen Jahren hatte Stixneusiedl dem Weinbau einen bescheidenen Wohlstand zu verdanken. Davon zeugen noch die vielen Weinkeller in den beiden Kellergassen. Auch der Herrschaftskeller der Batthyány, der die Jahreszahl 1742 trägt, zeugt vom damaligen Weinreichtum. In diesem Keller wurde der „Zehentwein“ eingelagert und von da aus nach Wien gebracht oder im Herrschaftswirtshaus verkauft. Mit dem Auftreten der Reblaus im 19. Jahrhundert ging es mit dem Weinbau bergab. Mit der Zeit gelang allerdings wieder ein Aufschwung.

## Öffentliche Einrichtungen
In Stixneusiedl befindet sich ein Kindergarten.

## Kultur und Sehenswürdigkeiten
- Katholische Pfarrkirche Stixneusiedl Hll. Peter und Paul